# Ashin Wirathu
Trong tên người Miến Điện này,  Ashin là một kính ngữ.
Wirathu (tiếng Miến Điện: ဝီရသူ) (sinh ngày 10 tháng 7 năm 1968 ở Kyaukse, Vùng Mandalay, Myanmar) là một tu sĩ Phật giáo Miến Điện, và là nhà lãnh đạo tinh thần của phong trào chống Hồi giáo ở Miến Điện. Ông từng bị tố cáo đã gây ra cuộc đàn áp người Hồi giáo qua các bài phát biểu của mình, mặc dù ông tuyên bố chẳng khác gì một nhà thuyết pháp hòa bình. Ông đã gọi người Hồi giáo là "kẻ thù".

## Gia thế
Wirathu sinh năm 1968 ở gần Mandalay. Ông bỏ học ở tuổi 14 để trở thành một nhà sư. Năm 2001, ông tham gia vào phong trào 969. Hai năm sau, năm 2003, ông bị kết án 25 năm tù vì những bài thuyết giáo của mình, mãi đến năm 2012 mới được phóng thích cùng với nhiều tù nhân chính trị khác. Kể từ công cuộc cải cách của chính phủ năm 2011, ông đã rất tích cực hoạt động trên YouTube và các hình thức truyền thông xã hội khác.

## Chống đối Hồi giáo
Đích thân Wirathu dẫn đầu một cuộc biểu tình của các nhà sư ở Mandalay vào tháng 9 năm 2012 để thúc đẩy kế hoạch đầy tranh cãi của Tổng thống Thein Sein nhằm gửi người Hồi giáo Rohingya Miến Điện sang một nước thứ ba. Một tháng sau, nhiều vụ bạo lực đã nổ ra ở bang Rakhine. Wirathu tuyên bố vụ bạo lực ở Rakhine là tia lửa cho vụ bạo lực gần đây nhất tại thành phố miền trung Miến Điện Meiktila, nơi một vụ tranh chấp trong một tiệm vàng đã nhanh chóng biến thành một vụ cướp bóc và đốt phá. Hơn 14 người đã thiệt mạng, sau khi các tu viện, hàng quán và nhà cửa bị thiêu rụi trong thành phố. Ít nhất có hai người, gồm một nhà sư Phật giáo Miến Điện, Shin Thawbita, và một người đàn ông Hồi giáo theo như báo cáo cho biết đã bị đám đông tấn công và tra tấn ở Meikhtilar vào ngày 5 tháng 3.
Wirathu được đề cập trên trang bìa của tạp chí Time như là "Bộ mặt của kẻ khủng bố Phật giáo" vào ngày 20 tháng 6 năm 2013. "Bạn có thể tràn đầy đầy lòng nhân từ và tình yêu thương, nhưng bạn không thể ngủ bên cạnh một con chó điên," Wirathu nói, đề cập đến người Hồi giáo. "Nếu chúng tôi yếu đuối," ông nói, "đất nước của chúng tôi sẽ biến thành quốc gia Hồi giáo."  Đề cập đến vụ bạo lực Hồi giáo và sự thống trị của các quốc gia láng giềng, Wirathu lo ngại về một số phận tương tự như vậy đối với Miến Điện. Wirathu tuyên bố rằng những đối thủ Hồi giáo đã gán cho ông cái tên "Bin Laden Miến Điện" sau khi một bài viết đăng trên tờ Time đã tường thuật sai rằng ông tự mô tả mình theo cách này. Ông nói rằng ông "căm ghét bạo lực" và "phản đối chủ nghĩa khủng bố". Wirathu cũng bày tỏ sự ngưỡng mộ và mong muốn noi theo gương nhóm Liên minh Bảo vệ nước Anh nhằm "che chở công chúng."
Thein Sein đã cáo buộc tờ Time đang vu khống Phật tử và làm tổn hại đến quá trình hòa giải dân tộc bằng cách buộc tội vị tu sĩ trực tính đang thắp lên ngọn lửa bạo lực chống Hồi giáo ở Miến Điện. Mô tả ông là "đứa con của Đức Phật", tổng thống đã biện hộ Wirathu như là "người cao thượng" cam kết vì nền hòa bình. "Bài viết trong tạp chí Time có thể gây hiểu lầm về Phật giáo, đã tồn tại hàng nghìn năm và đều được đa số công dân Miến Điện tiếp nhận," Thein Sein nói. Trong một cuộc phỏng vấn với DVB, Wirathu đã tố cáo tờ Time đang dính vào một "sự vi phạm nhân quyền nghiêm trọng" bằng cách từ chối trình bày quan điểm của ông dưới dạng hỏi đáp từng câu từng chữ. "Trước đây tôi từng nghe nói [tin đồn] về việc thế giới Ả Rập đang thống trị phương tiện truyền thông toàn cầu," ông nói, "nhưng lần này, chính mắt tôi đã nhìn thấy." Wirathu công khai đổ lỗi cho người Hồi giáo đang kích động bạo lực gần đây. Wirathu cho rằng người Hồi giáo Miến Điện được các thế lực Trung Đông tài trợ, còn nói, "Người Hồi giáo địa phương thì thô lỗ và man rợ bởi vì những kẻ cực đoan đang giật dây, cung cấp nguồn tài chính, quân sự và sức mạnh kỹ thuật cho họ".
Ngày 21 tháng 7 năm 2013, Wirathu trở thành mục tiêu rõ ràng của một vụ nổ bom, nhưng ông vẫn lành lặn. Năm người đã bị thương nhẹ trong vụ nổ, trong đó có một chú tiểu. Wirathu tuyên bố rằng vụ đánh bom là một nỗ lực của những thành phần Hồi giáo cực đoan nhằm thủ tiêu ông. Ông còn kêu gọi hạn chế hôn nhân giữa Phật giáo và Hồi giáo, và tẩy chay các doanh nghiệp do người Hồi giáo làm chủ.
Tuy vậy, không phải tất cả mọi người cùng chung tín ngưỡng đều đồng tình với những lời giáo huấn của ông. Trụ trì Arriya Wuttha Bewuntha của thiền viện Myawaddy Sayadaw vùng Mandalay đã phản đối ông, nói rằng, "Ông ấy thuộc về thiểu số có xu hướng thù hận [và điều này] không đúng với lời dạy bảo của Đức Phật. Những gì Đức Phật dạy rằng thù hận là không tốt, bởi vì Đức Phật nhìn thấy tất cả chúng sinh đều bình đẳng. Đức Phật không đánh giá người khác qua tôn giáo." Những người chỉ trích còn giải thích những gì họ xem là chủ nghĩa cực đoan của ông chẳng qua chỉ là do sự thiếu hiểu biết, mặc dù quan điểm của Wirathu đã gây ảnh hưởng không nhỏ ở Miến Điện, nơi nhiều doanh nghiệp đang được "người Hồi giáo điều hành khá thành công".
Nhà hoạt động ủng hộ dân chủ Miến Điện Maung Zarni cũng lên án phong trào 969 của Wirathu đang truyền bá những lời phát ngôn thù địch  và lập luận rằng các nước EU sẽ đưa vấn đề nghiêm trọng này ra vì Miến Điện là một "nước nhận viện trợ lớn nhất từ EU". Tháng 9 năm 2014, Ashin Wirathu tham dự "Đại hội Tăng đoàn" ở Colombo do Bodu Bala Sena tổ chức. Ashin Wirathu nói rằng Phong trào 969 của ông sẽ cộng tác với Bodu Bala Sena.